# Acteonemertidae
Acteonemertidae – rodzina wstężnic z gromady Enopla.

## Systematyka
Rodzina obejmuje następujące rodzaje:
- Acteonemertes Pantin, 1961
- Antiponemertes Moore & Gibson, 1981
- Argonemertes Moore & Gibson, 1981
- Katechonemertes Moore & Gibson, 1981
- Leptonemertes Girard, 1893